# 스크롤링

시차 스크롤링

컴퓨터 디스플레이, 영화 제작, 텔레비전 생산, 비디오 게임 및 기타 동적 디스플레이에서 스크롤링(scrolling)은 텍스트, 이미지 또는 비디오를 모니터나 디스플레이에서 수직 또는 수평으로 미끄러뜨리는 것이다. "스크롤링" 자체는 텍스트나 그림의 레이아웃을 변경하지 않지만, 완전히 보이지 않는 더 큰 이미지처럼 보이는 것을 통해 사용자의 시야를 이동시킨다(패닝 또는 틸팅). 흔한 텔레비전과 영화 특수 효과는 배경은 그대로 둔 채 크레딧을 스크롤하는 것이다. 스크롤링은 사용자 개입 없이 완전히 이루어지거나(영화 크레딧처럼), 상호 작용 장치에서는 터치스크린이나 키 누르기로 시작되어 사용자의 추가 조치 전까지 추가 개입 없이 계속되거나, 입력 장치에 의해 완전히 제어될 수 있다.
스크롤링은 불연속적인 증분(아마도 한두 줄의 텍스트)으로 이루어지거나 연속적으로(부드러운 스크롤링) 이루어질 수 있다. 프레임 레이트는 전체 이미지가 다시 표시되는 속도이다. 이는 텍스트와 이미지 위치의 변경이 이미지가 다시 표시될 수 있는 만큼만 자주 발생할 수 있다는 점에서 스크롤링과 관련이 있다. 프레임 레이트가 제한 요소일 때, 하나의 부드러운 스크롤링 기법은 그렇지 않으면 "점프"하는 것처럼 보이는 움직임 중 이미지를 흐릿하게 만드는 것이다.

## 컴퓨팅

### 구현
스크롤링은 종종 컴퓨터에서 CPU(소프트웨어 스크롤링) 또는 그래픽 프로세서에 의해 수행된다. 일부 시스템은 이미지가 표시될 때 프레임 버퍼 조작 없이 오프셋될 수 있는 하드웨어 스크롤링 기능을 제공한다(하드웨어 창 방식 참고). 이는 8비트 및 16비트 비디오 게임 콘솔에서 특히 흔했다.

### UI 패러다임
WIMP 스타일의 그래픽 사용자 인터페이스(GUI)에서 사용자 제어 스크롤링은 마우스를 사용하여 스크롤바를 조작하거나, 종종 방향키와 같은 단축키를 사용하여 수행된다. 텍스트 사용자 인터페이스와 명령줄 인터페이스에서도 스크롤링이 지원되는 경우가 많다. 구형 컴퓨터 단말기는 화면 전체 내용물을 한 화면("페이지")씩 변경했다. 이러한 페이지 모드는 스크롤링보다 적은 자원을 필요로 한다. 스크롤링 디스플레이는 종종 페이지 모드도 지원한다. 일반적으로 특정 키 또는 키 조합이 페이지 위 또는 아래로 이동한다. PC 호환 키보드에서는 페이지 업 및 다운 키 또는 스페이스 바가 사용된다. 초기 컴퓨터에서는 종종 Control 키 조합을 사용했다. 일부 마우스에는 스크롤 휠이 있어 굴릴 때 디스플레이를 종종 수직으로 스크롤시킨다. 다른 마우스에는 스크롤 볼 또는 틸트 휠이 있어 수직 및 수평 스크롤링을 모두 허용한다.
일부 소프트웨어는 다른 스크롤링 방식을 지원한다. 어도비 리더는 문서에 작은 손 모양 아이콘("수공구")으로 식별되는 모드가 있으며, 이를 클릭하고 큰 종이 시트를 밀듯이 마우스를 움직여 드래그할 수 있다. 이 기능이 터치스크린에 구현될 때 키네틱 스크롤링이라고 한다. 터치스크린은 종종 관성 스크롤링을 사용하는데, 이는 물체의 스크롤링 움직임이 터치 해제 후 점차 줄어들며 계속되어 관성을 가진 물체의 모습을 시뮬레이션하는 것이다. 이러한 행동의 초기 구현은 썬 마이크로시스템즈의 "Star7" 개인 정보 단말기에서 1991년-1992년경에 이루어졌다.
스크롤링은 PC 마우스에 의해 다른 소프트웨어 종속적인 방식으로 제어될 수 있다. 일부 스크롤 휠은 아래로 눌러 버튼처럼 작동할 수 있다. 소프트웨어에 따라 원하는 방향으로 드래그하여 수평 및 수직 스크롤링을 모두 허용한다. 마우스가 원래 위치로 이동하면 스크롤링이 멈춘다. 몇몇 스크롤 휠은 기울일 수도 있어 해제될 때까지 한 방향으로 수평으로 스크롤된다. 터치스크린 장치에서는 스크롤링이 멀티터치 제스처이며, 사용자가 스크롤하려는 방향과 반대 방향으로 화면에 손가락을 수직으로 스와이프하여 수행된다.
어떤 콘텐츠가 디스플레이에 맞기에는 너무 넓다면, 전체를 보려면 수평 스크롤링이 필요하다. 그래픽 및 스프레드시트와 같은 응용 프로그램에서는 편안한 크기로 화면의 너비 또는 높이에 맞출 수 있는 것보다 더 많은 콘텐츠가 있는 경우가 많으며, 양방향 스크롤링이 필요하다.

### 무한 스크롤
별개의 페이지로 나뉜 자료와 대조적으로, 무한 스크롤의 웹 디자인 접근 방식은 사용자 디스플레이에 새로운 자료를 동적으로 추가하여 연속적이고, 겉보기에 바닥이 없거나 끝없는 스크롤링 경험을 제공한다.

### 텍스트
대부분의 서양 언어와 같이 수평으로 쓰이는 언어에서 화면에 맞기에는 너무 긴 텍스트 문서는 종종 줄 바꿈되어 화면 너비에 맞게 크기가 조정되며, 원하는 콘텐츠를 보기 위해 수직으로 스크롤된다. 줄 바꿈 없이 디스플레이에 맞기에는 너무 긴 줄을 표시하고 각 줄 전체를 보기 위해 수평으로 스크롤하는 것도 가능하다. 그러나 이것은 불편한 지속적인 줄별 스크롤링을 필요로 하는 반면, 수직 스크롤링은 전체 화면을 읽은 후에만 필요하다.
워드 프로세서 및 웹 브라우저와 같은 소프트웨어는 일반적으로 워드 랩을 사용하여 화면 또는 창 너비 또는 열로 구성된 텍스트의 각 열에 맞출 수 있는 만큼 많은 단어를 한 줄에 표시한다.

### 데모
스크롤링 텍스트는 스크롤텍스트 또는 스크롤러라고도 불리며, 컴퓨터 데모 문화의 탄생에 중요한 역할을 했다. 소프트웨어 크래커는 종종 컴퓨터 플랫폼에 대한 깊은 지식을 사용하여 릴리스와 함께 제공되는 정보를 크랙 인트로로 변환했다. 이러한 인트로의 유일한 역할은 화면에 텍스트를 인상적인 방식으로 스크롤하는 것이었다.

## 영화 및 텔레비전
스크롤링은 영화 및 텔레비전 프로그램 끝에 크레딧을 표시하는 데 일반적으로 사용된다.
스크롤링은 종종 뉴스 티커 형태로 그림 하단에 텔레비전 뉴스와 같은 콘텐츠를 위해 화면을 가로로 스크롤하며 짧은 형식의 콘텐츠를 전달한다.

## 비디오 게임
비디오 게임에서 플레이 필드의 스크롤링은 플레이어가 넓은 연속적인 영역에서 물체를 제어할 수 있도록 한다. 이 방법의 초기 예로는 타이토의 1974년 종스크롤 경주 게임인 스피드 레이스, 세가의 1976년 전방 스크롤링 경주 게임인 모토크로스(폰즈)와 로드 레이스, 그리고 슈퍼 버그가 있다. 이전에는 이동하는 배경을 나타내기 위해 플립 스크린 방식이 사용되었다.
1979년 갤럭시안과 함께 등장한 남코 갤럭션 아케이드 시스템 보드는 스크롤링 배경 위에 미리 로드된 스프라이트를 애니메이션하는 스프라이트 시스템을 개척했으며, 이는 닌텐도의 레이더 스코프 및 동키콩 아케이드 하드웨어와 패밀리컴퓨터와 같은 가정용 콘솔의 기반이 되었다.
시차 스크롤링은 문 패트롤에 처음 등장했으며, 깊이의 초기 가상 3D 환상을 주기 위해 서로 다른 속도로 스크롤되는 여러 반투명 레이어(플레이필드라고 함)를 포함한다.
벨트 스크롤링은 하향 카메라 각도를 가진 횡스크롤 비트 엠 업 게임에서 사용되는 방법으로, 플레이어는 좌우 뿐만 아니라 위아래로도 움직일 수 있다.

## 연구
조지 피츠모리스(George Fitzmaurice)의 1993년 논문은 공간 인지 개인 정보 단말기를 연구했다. 이 장치는 3D 센서가 있었고, 장치를 움직이면 내용물이 제자리에 고정된 것처럼 움직였다. 이 상호 작용은 "스크롤하기 위해 움직이는 것"이라고 할 수 있다. 또한, 사용자가 장치를 몸에서 멀리 이동하면 확대되고, 반대로 장치를 더 가까이 당기면 축소된다. 스마트폰 사진기와 “광학 흐름” 이미지 분석은 오늘날 이 기술을 활용한다.
준 레키모토의 1996년 연구 논문은 작은 화면 인터페이스에서 스크롤링 기술로 기울이기 작업을 분석했다. 사용자는 스크롤하기 위해 기울일 수 있을 뿐만 아니라 메뉴 항목을 선택하기 위해 기울일 수도 있었다. 이러한 기술은 특히 현장 작업자에게 유용했으며, 한 손으로 장치를 들고 제어하기만 하면 되었기 때문이다.
셀리나 샤르민(Selina Sharmin), 올레그 슈파코프(Oleg Špakov), 카리-요우코 라이하(Kari-Jouko Räihä)의 2013년 연구는 사용자 시표 추적 패턴을 기반으로 텍스트가 자동 스크롤될 때 화면에서 텍스트를 읽는 행동을 탐구했다. 대조군은 단순히 화면에서 텍스트를 읽고 수동으로 스크롤했다. 연구 결과 참가자들은 주로 화면 상단에서 읽는 것을 선호했으며, 따라서 참가자의 눈이 화면 하단을 향하기 시작할 때마다 화면이 아래로 스크롤되었다. 이 자동 스크롤링은 읽기 속도 또는 성능에 통계적으로 유의한 차이를 유발하지 않았다.
데데 프레드릭(Dede Frederick), 제임스 모흘러(James Mohler), 미하엘라 보르보레아누(Mihaela Vorvoreanu), 로널드 글롯츠바흐(Ronald Glotzbach)의 2010년 또는 그 이후에 이루어진 날짜 미상 연구는 시차 스크롤링이 "특정 사람들에게 메스꺼움을 유발할 수 있다"고 지적했다.

## 같이 보기
- 플립 페이지 – 디지털 출판물을 탐색하는 또 다른 시각 효과